# Пилпани, Леван Галактионович
Леван (Лео) Галактионович Пилпани (6 июня 1934 — 5 августа 1995) — советский и грузинский актёр, народный артист Грузинской ССР (1980).
Играл в сухумском грузинском драматическом театре, затем из-за обострения межнациональных распрей был вынужден уехать в Тбилиси вместе с театром.
Одной из самых запоминающихся его ролей является роль отца главного героя в фильме "Паспорт" режиссёра Данелия, Георгий Николаевич. В фильмах он также играл в таких лентах, как "Наш двор" (1957), "Белый караван" (1963), "Хевсурская баллада" (1965), "Распятый полуостров" (1968) и "Белый взрыв" (1969)

## Фильмография
- 1957 — Наш двор
- 1963 — Белый караван
- 1965 — Хевсурская баллада — Торгвай
- 1968 — Распятый остров — Резо
- 1969 — Белый взрыв — Шота Илиани
- 1970 — Звезда моего города
- 1973 — Похищение луны
- 1977 — Берега
- 1977 — Возвращение
- 1978 — Незабываемый день
- 1978 — Федя
- 1980 — Твой сын, Земля
- 1980 — Перелёт воробьёв
- 1980 — Цель
- 1981 — Мельница на окраине города
- 1982 — Брат
- 1982 — Падение Кондора
- 1983 — Клятвенная запись
- 1983 — Лома — забытый друг
- 1984 — День длиннее ночи
- 1984 — Нет худа без добра
- 1985 — Мужчины и все остальные
- 1985 — Ночная иллюзия
- 1985 — Светлячки
- 1986 — Под знаком однорогой коровы
- 1987 — Гость
- 1988 — Чужой
- 1989 — Дети греха
- 1989 — Отстранённые
- 1990 — Паспорт — Вахтанг Папашвили, отец Мераба и Яши
- 1992 — Солнце неспящих
- 1994 — Паломничество
- 1998 — Возвращение